# Championnats d'Europe d'athlétisme en salle 1974
Navigation
Les 5e Championnats d'Europe d'athlétisme en salle se sont déroulés les 9 et 10 mars 1974 au Scandinavium de Göteborg, en Suède. 21 épreuves figurent au programme (12 masculines et 9 féminines).

## Résultats

### Hommes
| Épreuves         | Or                                                                              | Argent                                                                               | Bronze                                  |
| 60 m             | Valeriy Borzov (URS) 6 s 58                                                     | Manfred Kokot (GDR) 6 s 63                                                           | Aleksandr Kornelyuk (URS) 6 s 66        |
| 400 m            | Fons Brijdenbach (BEL) 46 s 60                                                  | Andreas Scheibe (GDR) 46 s 80                                                        | Günter Arnold (GDR) 46 s 94             |
| 800 m            | Luciano Sušanj (YUG) 1 min 48 s 07                                              | András Zsinka (HUN) 1 min 48 s 50                                                    | Jozef Plachý (TCH) 1 min 49 s 49        |
| 1 500 m          | Henryk Szordykowski (POL) 3 min 41 s 78                                         | Thomas Wessinghage (FRG) 3 min 42 s 02                                               | Włodzimierz Staszak (POL) 3 min 43 s 48 |
| 3 000 m          | Emiel Puttemans (BEL) 7 min 48 s 48                                             | Paul Thijs (BEL) 7 min 51 s 76                                                       | Pavel Pěnkava (TCH) 7 min 51 s 79       |
| 60 mètres haies  | Anatoliy Moshiashvili (URS) 7 s 66                                              | Mirosław Wodzyński (POL) 7 s 68                                                      | Frank Siebeck (GDR) 7 s 75              |
| Relais 4 × 392 m | Suède Michael Fredriksson Gert Möller Anders Faager Dimitre Grama 3 min 04 s 55 | France Pierre Bonvin Patrick Salvador Daniel Vélasques Lionel Malingre 3 min 05 s 46 | -                                       |
| Saut en hauteur  | Kęstutis Šapka (URS) 2,22 m                                                     | István Major (HUN) 2,20 m                                                            | Vladimír Malý (TCH) 2,17 m              |
| Saut à la perche | Tadeusz Ślusarski (POL) 5,35 m                                                  | Antti Kalliomäki (FIN) 5,30 m                                                        | Jānis Lauris (URS) 5,30 m               |
| Saut en longueur | Jean-François Bonhème (FRA) 8,17 m                                              | Hans Baumgartner (FRG) 8,10 m                                                        | Max Klauss (GDR) 8,03 m                 |
| Triple saut      | Michał Joachimowski (POL) 17,03 m                                               | Mikhail Bariban (URS) 16,88 m                                                        | Bernard Lamitié (FRA) 16,56 m           |
| Lancer du poids  | Geoff Capes (GBR) 20,95 m                                                       | Heinz-Joachim Rothenburg (GDR) 20,87 m                                               | Jaroslav Brabec (TCH) 19,87 m           |

### Femmes
| Épreuves         | Or                                                                                       | Argent                                                                                  | Bronze                                  |
| 60 m             | Renate Stecher (GDR) 7 s 16                                                              | Andrea Lynch (GBR) 7 s 17                                                               | Irena Szewińska (POL) 7 s 20            |
| 400 m            | Jelica Pavličić (YUG) 52 s 64                                                            | Nadezhda Ilyina (URS) 52 s 81                                                           | Waltraud Dietsch (GDR) 52 s 84          |
| 800 m            | Elżbieta Katolik (POL) 2 min 02 s 38                                                     | Gisela Ellenberger (FRG) 2 min 02 s 54                                                  | Gunhild Hoffmeister (GDR) 2 min 02 s 59 |
| 1 500 m          | Tonka Petrova (BUL) 4 min 10 s 97                                                        | Karin Krebs (GDR) 4 min 11 s 33                                                         | Tamara Kazachkova (URS) 4 min 14 s 45   |
| 60 mètres haies  | Annerose Fiedler (GDR) Grażyna Rabsztyn (POL) 8 s 08                                     | -                                                                                       | Meta Antenen (SUI) 8 s 19               |
| Relais 4 × 392 m | Suède Ann-Charlotte Hesse Lena Fritzson Ann-Margret Utterberg Anna Larsson 3 min 38 s 15 | Bulgarie Lilyana Tomova Sonya Zachariyeva Yordanka Filipova Tonka Petrova 3 min 39 s 21 | -                                       |
| Saut en hauteur  | Rosemarie Witschas (GDR) 1,90 m                                                          | Milada Karbanová (TCH) 1,88 m                                                           | Rita Kirst (GDR) 1,88 m                 |
| Saut en longueur | Meta Antenen (SUI) 6,69 m                                                                | Angela Schmalfeld (GDR) 6,56 m                                                          | Valeria Stefanescu (ROU) 6,39 m         |
| Lancer du poids  | Helena Fibingerová (TCH) 20,75 m                                                         | Nadezhda Chizhova (URS) 20,62 m                                                         | Marianne Adam (GDR) 19,70 m             |

## Tableau des médailles
| Rang | Nation               | Or | Argent | Bronze | Total |
| ---- | -------------------- | -- | ------ | ------ | ----- |
| 1    | Pologne              | 5  | 1      | 2      | 8     |
| 2    | Allemagne de l'Est   | 3  | 5      | 7      | 15    |
| 3    | Union soviétique     | 3  | 3      | 3      | 9     |
| 4    | Belgique             | 2  | 1      | 0      | 3     |
| 5    | Suède                | 2  | 0      | 0      | 2     |
| 5    | Yougoslavie          | 2  | 0      | 0      | 2     |
| 7    | Tchécoslovaquie      | 1  | 1      | 4      | 6     |
| 8    | France               | 1  | 1      | 2      | 4     |
| 9    | Bulgarie             | 1  | 1      | 0      | 2     |
| 9    | Royaume-Uni          | 1  | 1      | 0      | 2     |
| 11   | Suisse               | 1  | 0      | 1      | 2     |
| 12   | Allemagne de l'Ouest | 0  | 3      | 0      | 3     |
| 13   | Hongrie              | 0  | 2      | 0      | 2     |
| 14   | Finlande             | 0  | 1      | 0      | 1     |
| 15   | Roumanie             | 0  | 0      | 1      | 1     |